# Bezoekerscentrum 'Slag aan de Peene'
Bezoekerscentrum 'Slag aan de Peene' (of 'Maison de la Bataille de la Peene') is een bezoekerscentrum annex museum in de gemeente Noordpene in Frans-Vlaanderen. Het bezoekerscentrum werd geopend in april 2007 naar aanleiding van de voorstelling aan het grote publiek van de maquette van de Slag aan de Peene (1677).
De veldslag is vernoemd naar het riviertje de Peenebeek, waar de slag plaatsvond. In het bezoekerscentrum is er een audiovisuele show rond de maquette met een voorstelling van de geschiedenis van Europa, van het verloop van de veldslag en de gevolgen ervan. Er is een Nederlandse versie van de film. Verder kan men kennis te maken met dagelijkse leven in het 18e-eeuwse Vlaanderen: de ambachten, de sociale verenigingen, de streekverhalen, de huis-aan-huisverkoper, de remedies en de geneeskunde, het bijgeloof.
Het dorp Noordpene kan bezocht worden of kan er een tocht worden gemaakt langs het 'Circuit de la Bataille' tussen Zuidpene en Noordpene.